# Schelten
Schelten ist eine Einwohnergemeinde im Verwaltungskreis Berner Jura des schweizerischen Kantons Bern. Bis 1914 hiess die Gemeinde offiziell La Scheulte.
Schelten ist die bevölkerungsmässig drittkleinste Gemeinde der Schweiz und verfügte 2016 zwar über eine Schule mit fünf Schülern, aber weder über ein Mobilfunknetz noch über eine öffentliche Wasserversorgung.

## Geographie

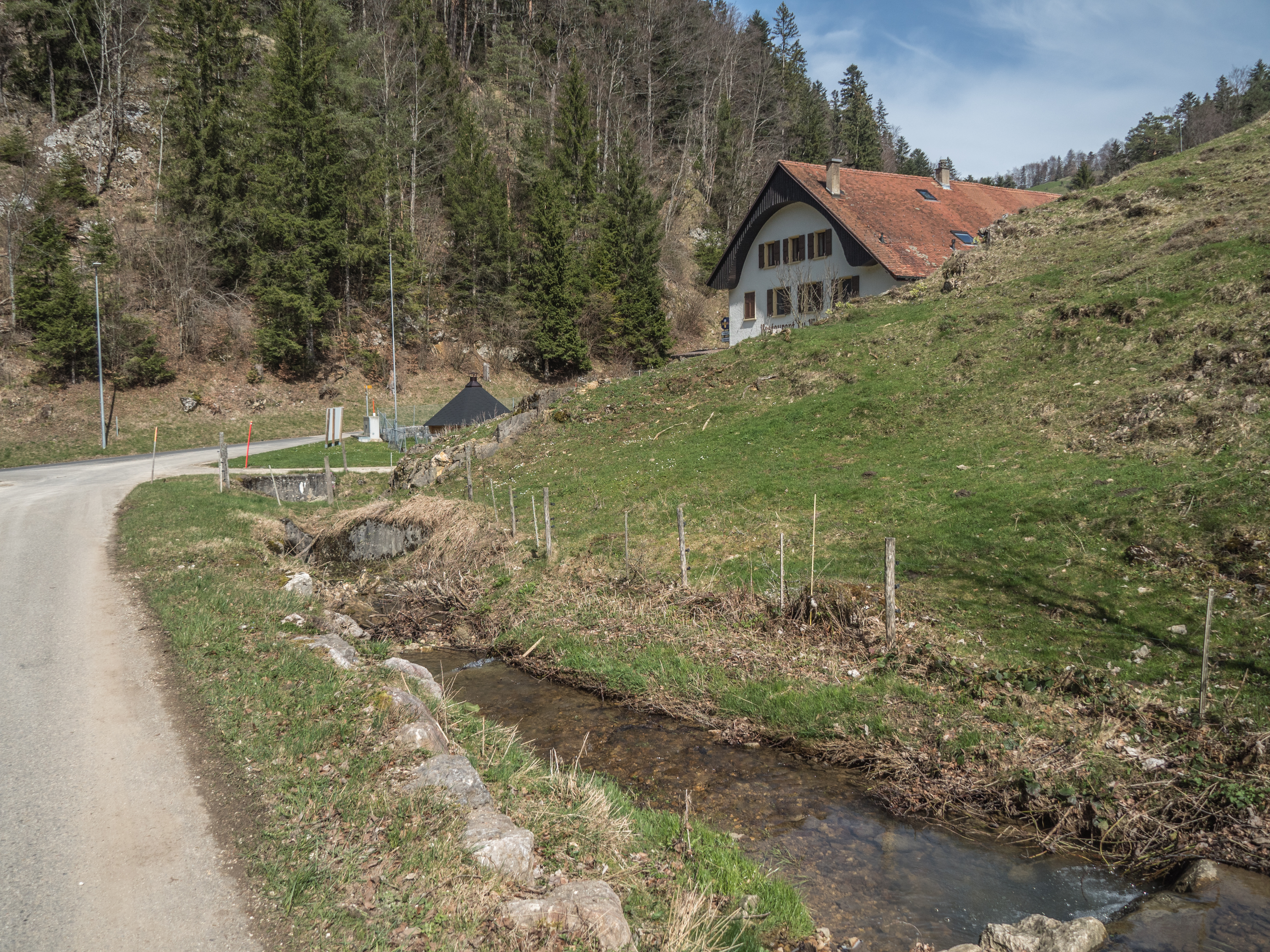
Scheltenbach bei der Scheltenmühle (2024)

Schelten liegt auf 746 m ü. M. 15 Kilometer ostnordöstlich des Orts Moutier (Luftlinie). Schelten ist die nördlichste Gemeinde des Kantons Bern und zugleich die östlichste Gemeinde sowohl des ehemaligen Amtsbezirks Moutier als auch des heutigen Verwaltungskreises Berner Jura. Die Streusiedlung liegt im engen Tal des Scheltenbaches (französisch La Scheulte), eines rechten Zuflusses der Birs, im Kettenjura.
Die Fläche des 5,6 Quadratkilometer grossen Gemeindegebiets umfasst einen Abschnitt des Tals im Quellgebiet des Scheltenbachs. Das Gebiet ist stark reliefiert und besitzt mehrere kleine Seitentäler. Im Norden reicht Schelten bis auf den Dürrenberg (1031 m ü. M.), im Nordosten an den Hang der Hohen Winde. Nach Süden erstreckt sich das Gemeindegebiet über den Weierhubel (979 m ü. M.) bis auf die Jurahöhen Schönenberg (1192 m ü. M.) und Stierenberg (mit 1220 m ü. M. der höchste Punkt von Schelten). Von der Gemeindefläche entfielen 1997 2 % auf Siedlungen, 61 % auf Wald und Gehölze, 36 % auf Landwirtschaft, und etwas weniger als 1 % war unproduktives Land.
Die Gemeinde Schelten besteht aus den Weilern Scheltenmühle (746 m ü. M.) am Scheltenbach und Lochhaus (782 m ü. M.) in einem südlichen Seitental, ferner gehören ein paar Einzelhöfe dazu. Insgesamt werden 13 Häuser gezählt.

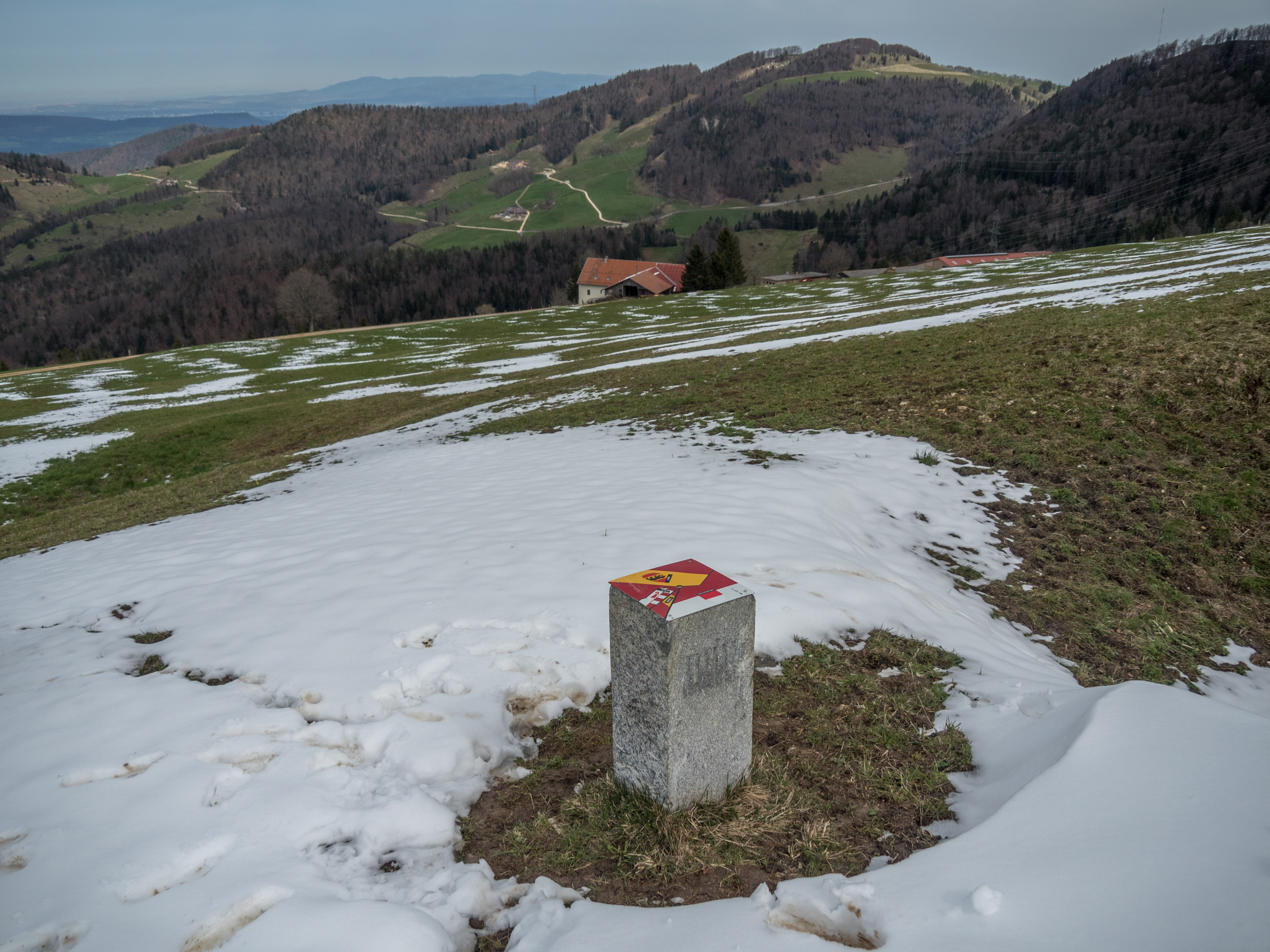
Sicht Nordost zum Weiler Rotlach mit Grenzstein des Dreikantonsecks im Vordergrund (2024)

Schelten ist nur an einem Punkt mit dem übrigen Gebiet des Kantons Bern (Gemeinde Seehof) verbunden. Nachbargemeinden von Schelten sind Mervelier und Vermes im Kanton Jura sowie Aedermannsdorf und Beinwil im Kanton Solothurn.
Schelten hat zwei Dreikantonsecken zu den Kantonen Jura und Solothurn () ().

## Bevölkerung
Mit 35 Einwohnern (Stand 31. Dezember 2023) ist Schelten die zweitkleinste Gemeinde des Berner Juras (nach Rebévelier) und die drittkleinste in der Schweiz (nach Kammersrohr und Rebévelier). Von den Bewohnern sind 82,7 Prozent deutschsprachig und 15,4 Prozent französischsprachig (Stand 2000). Die Bevölkerungszahl von Schelten belief sich 1850 auf 82 Einwohner, 1880 auf 123 Einwohner. Danach wurde bis 1960 ein markanter Rückgang um 60 Prozent auf 49 Personen registriert. Seither wurden nur noch geringe Schwankungen verzeichnet.

## Politik
Bei den Nationalratswahlen 2023 betrugen die Wähleranteile in Schelten (in Klammern die Veränderung im Vergleich zu den Wahlen 2019 in Prozentpunkten): Grüne 36,63 % (+5,74), SVP 35,39 % (−0,39), glp 13,17 % (+7,29), SP 4,73 % (−1,89), Mitte 2,88 % (−8,88), FDP 0,41 % (+0,41), PdA 0,00 % (−0,49).
Bei eidgenössischen Abstimmungen stimmen die Stimmberechtigten von Schelten gemäss einer Übersicht des Bundesamts für Statistik häufiger als alle anderen anders als die Mehrheit der Schweizer.

## Wirtschaft
Schelten lebt von der Landwirtschaft, wobei Milchwirtschaft und Viehzucht überwiegen. In Schelten gibt es ein Restaurant. 
Das jährliche Budget der Gemeinde liege bei rund 200'000 Franken.

## Verkehr

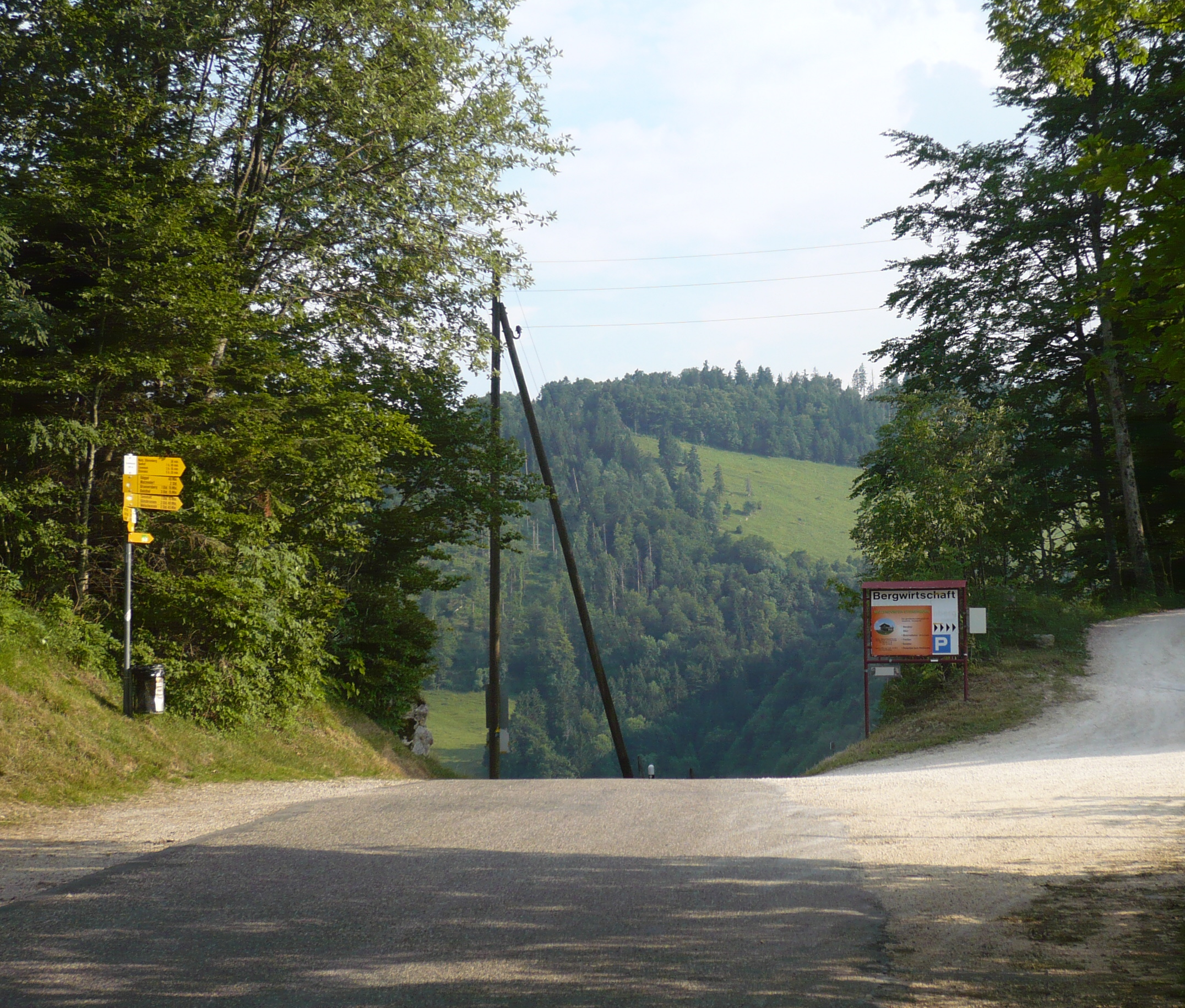
Scheltenpass (2010)

Die Gemeinde liegt weit abseits der grösseren Durchgangsstrassen an der Kantonsstrasse, die von Delsberg (JU) durch das Val Terbi und über den Scheltenpass nach Balsthal (SO) führt. Schelten ist nicht an das Netz des öffentlichen Verkehrs angeschlossen. Die nächste Ortschaft mit Anschluss an ein öffentliches Busnetz ist die jurassische Gemeinde Mervelier (ca. fünf Kilometer westlich von Schelten).

## Geschichte

Historisches Luftbild aus 2200 m von Walter Mittelholzer (1919)

Schelten unterstand bis Ende des 18. Jahrhunderts der Propstei Moutier-Grandval. Von 1797 bis 1815 gehörte Schelten zu Frankreich und war anfangs Teil des Département Mont-Terrible, das 1800 mit dem Département Haut-Rhin verbunden wurde. Durch den Entscheid des Wiener Kongresses kam der Ort 1815 an den Kanton Bern, der ihn dem Amtsbezirk Moutier zuteilte.
Das deutschsprachige Schelten entschied sich in den Juraplebisziten für den Verbleib beim Kanton Bern, während die französischsprachigen Gemeinden des Val Terbi 1976 zum Bezirk Delémont übertraten. Schelten ist seither ausser am «Viergemeindenpunkt» nur noch über das Gebiet anderer Kantone erreichbar. Dadurch wurde Schelten eine funktionale Exklave des Kantons Bern. Kirchlich gehört Schelten zur Pfarrei Mervelier.

## Sehenswürdigkeiten

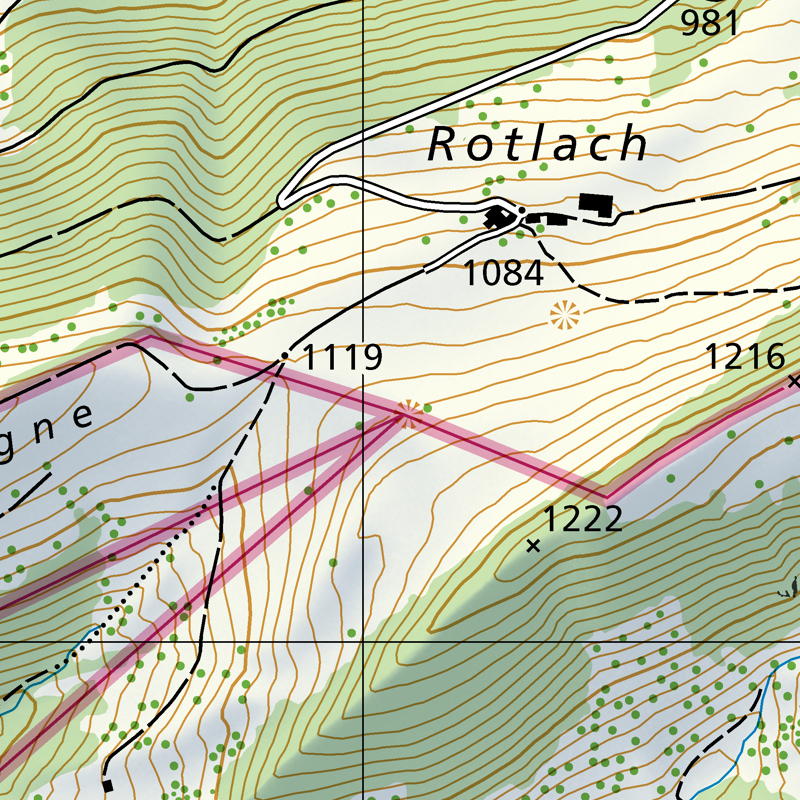
Dreikantonseck und Grenzpunkt von Schelten (N) und Seehof (SW) im Kanton Bern mit Jura (WSW), Solothurn (SE)

An der Scheltenpassstrasse steht die Kapelle Sankt Antonius, die 1860 erbaut wurde. In den Weilern stehen einige charakteristische Bauernhäuser aus dem 18. und 19. Jahrhundert.